# Виртуальная валюта
Виртуа́льная валю́та или игровая валюта — частные электронные деньги, которые используются для приобретения и продажи виртуальных товаров в различных сетевых сообществах: социальных сетях, виртуальных мирах и онлайн-играх.
В каждой среде виртуальная валюта используются для специфических целей:
- покупка аватаров;
- покупка различных игровых артефактов: например, оружия, земли, статуса;
- покупка расширенных возможностей пользования форумом[1].

## Бизнес
Уже многие годы виртуальные товары пользуются спросом и приносят реальный доход своим создателям и эмитентам виртуальной валюты. Вначале в США только отъявленные геймеры тратили деньги на покупку виртуальных товаров; сейчас всё больше потребителей не только покупают виртуальные игровые товары, но и всё большую популярность приобретают платные игры в таких социальных сетях, как Facebook и MySpace. Например, игровой портал Zynga сообщил, что в 2009 году у него приобрели виртуальных валют и виртуальных товаров на сумму более 100 миллионов долларов США.

Виртуальные деньги в онлайн-играх
Отдельно стоит отметить оборот виртуальной валюты в онлайн-играх, связанный с покупкой-продажей игровых ценностей за реальные деньги. Появляется все больше сервисов и предложений о продаже игрового оружия, экипировки и персонажей за реальные деньги.
Существуют сервисы по продаже игровых денег за реальные и/или электронные деньги, например, магазины игровых денег, предлагающие купить игровую валюту во многих популярных играх. Такие магазины аккумулируют деньги многочисленных фармеров и предлагают их конечному покупателю готовым продуктом. В каждой игре существуют свои цены на игровые деньги, которые так же могут сильно различаться на разных серверах.

## Официальная трактовка
В октябре 2012 года Европейский центральный банк распространил доклад «Схемы виртуальных валют». В нём отмечается, что в некоторых случаях виртуальные сообщества создают и распространяют свою собственную цифровую валюту для обмена товарами (услугами) и единицы учёта. В докладе Виртуальная валюта определяется как один из видов нерегулируемых [государством] цифровых денег, которые создаются и контролируются обычно разработчиками, и принимаемые среди членов определённого виртуального сообщества.
20 марта 2013 года комиссия по финансовым преступлениям при министерстве финансов США издала документ, содержащий толкование применимости американского Закона о банковской тайне (англ. Bank Secrecy Act) при создании, обмене и передаче виртуальных валют.
По классификации комиссии выделяется «реальная валюта» — монеты и бумажные деньги США или любой другой страны, которые
1. являются законным средством платежа;
2. обращаются;
3. обычно используются общеприняты в качестве средства обмена в стране-эмитенте.

«Виртуальная валюта» — средство обмена, которое действует как валюта в некоторых сферах, но не имеет всех атрибутов реальной валюты. В частности, виртуальная валюта не имеет статуса законного средства платежа ни в одной юрисдикции. Виртуальная валюта считается «конвертируемой», если она имеет эквивалент в реальной валюте или действует как заменитель реальной валюты.